# Мігель Гутьєррес (футболіст, 2001)
Мігель Гутьєррес Ортега (ісп. Miguel Gutiérrez Ortega, нар. 27 липня 2001, Мадрид, Іспанія) — іспанський футболіст, фланговий захисник клубу «Наполі».

## Ігрова кар'єра

### Клубна
Мігель Гутьєррес народився у Мадриді і займатися футболом починав у школі столичного клубу «Хетафе». У 2011 році він перебрався до футбольної академії мадридського «Реала», де виступав за молодіжну команду. З 2020 року футболіста почали залучати до матчів дублюючого складу «Реала» - «Реал Мадрид Кастілья».
Дебют Гутьєрреса на професійному рівні у складі першої команди «Реала» відбувся 21 квітня 2021 року у переможному матчі проти «Кадіса». Загалом у складі «Реала» Мігель провів дев'ять поєдинків.
У серпні 2022 року Гутьєррес перейшов до складу «Жирони», підписавши з клубом контракт до червня 2027 року. Вже в першому турі сезону 2022/23 Гутьєррес дебютував у новій команді. 11 грудня 2023 року Мігель Гутьєррес відмітився забитим голом у переможному матчі проти «Барселони» і ця перемога над «Барселоною» стала першою в історії для «Жирони».
19 серпня 2025 року Гутьєррес приєднався до клубу Серії А «Наполі», підписавши п'ятирічний контракт на суму, як повідомляється, 20 000 000 євро.

### Збірна
З 2017 року Мігель Гутьєррес виступав за юнацькі збірні Іспанії. У складі юнацької збірної Іспанії (U-19) став переможцем європейської першості у 2019 році. 
Також провів два матчі у складі молодіжної збірної Іспанії.
26 червня 2024 року потрапив до заявки олімпійської збірної Іспанії для участі в матчах футбольного турніру на літніх Олімпійських іграх 2024 в Парижі.

## Досягнення

### Командні досягнення
«Реал» (Мадрид)
- Чемпіон Іспанії: 2021–22
- Переможець Ліги чемпіонів УЄФА: 2021–22

Збірна Іспанії (U-19)
- Чемпіон Європи: 2019

### Особисті досягнення
- Гравець місяця Ла-Ліги (до 23 років): квітень 2024[8]